# Миза Пуурмані

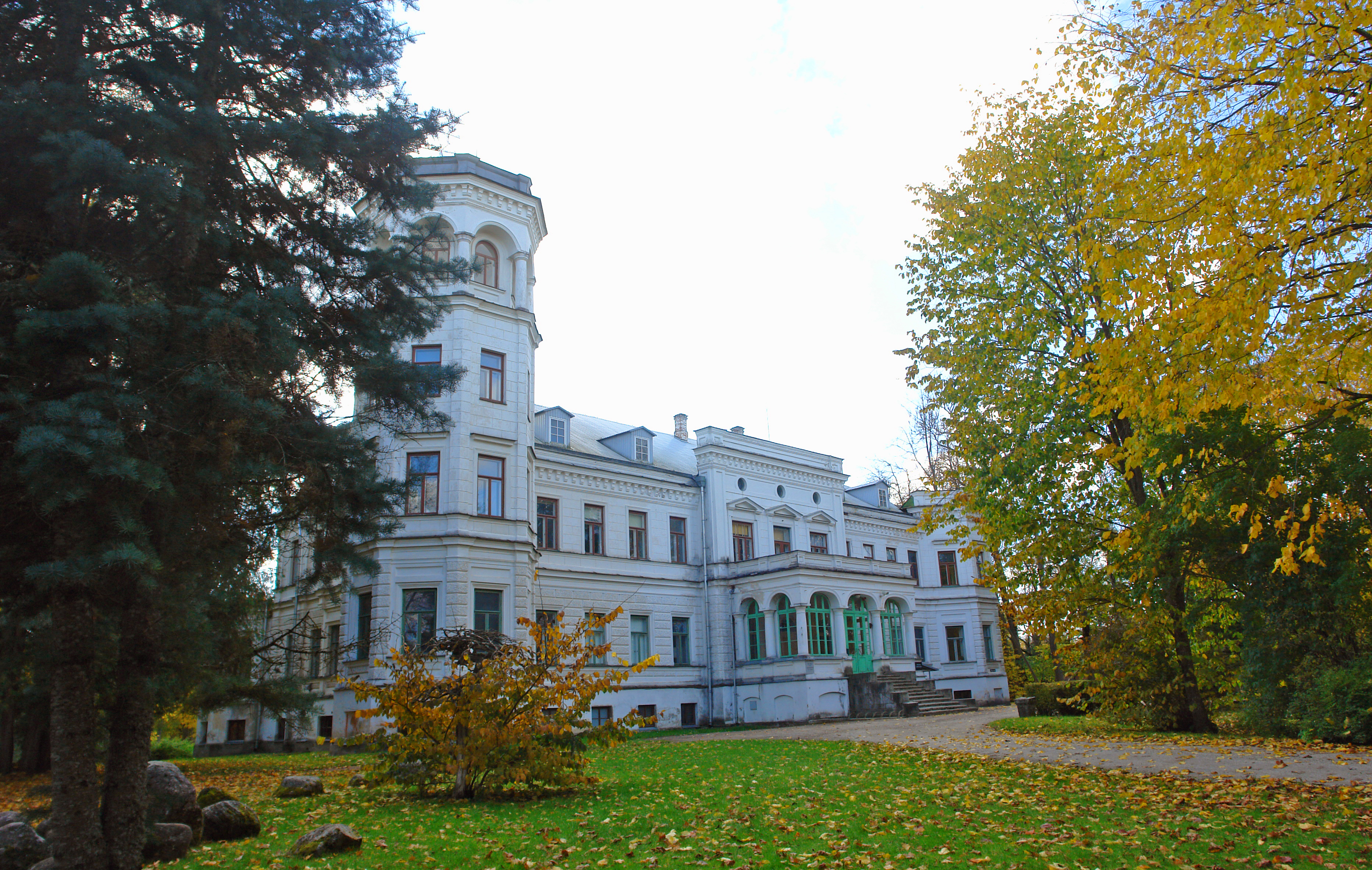

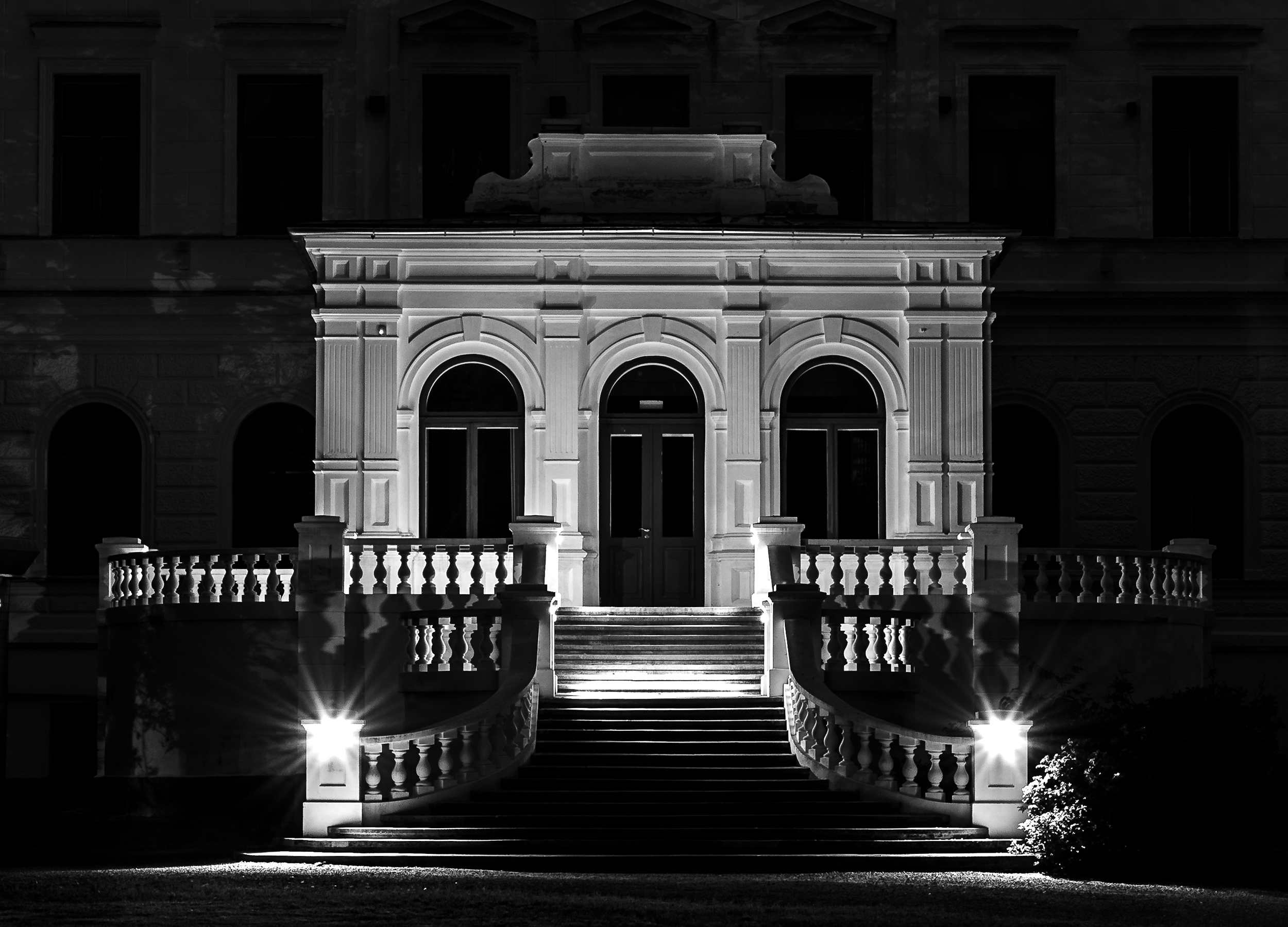

Миза (палац) Пуурмані (ест. Puurmani mõis, нім. Schloss Talkhof). В середні віки в Пуурмані знаходилася резиденція фогта і комтура Ордена, яка, можливо, була побудована на початку XIV століття як кам'яна фортеця, що перегороджувала дорогу Пільтсамаа — Кяркна — Тарту біля переходу через річку Педья, але в наступних війнах була зруйнована до того, що руїни її по цей час не знайдено.
Мизу, яка згодом виникла на цьому місці, королева Швеції Христина подарувала фон Бурмейстерам, від прізвища яких і пішла естонська назва цього місця. З 1729 р. до експропріації миза належала дворянському роду Мантейфелів. Нинішній двоповерховий панський будинок (палац) побудовано за Ернста фон Мантейфеля в 1877–1881 рр., як на той час, будинок був одним із найпредставницьких в Естонії. В одному з передніх кутів будинку з рисами неоренесансу милується п'ятиповерхова восьмикутна башта. Як башту, так і всі фасади будинку прикрашено багатим декором. В інтер'єрі відчувається необароко. Збереглася також брамна будівля — маленькі башточки в тюдоривському стилі, розташовані з двох боків обабіч дороги.
Будинок був експропрійований у фон Мантейфелів в 1919 році, з 1926 року в ньому діє школа.

## Галерея

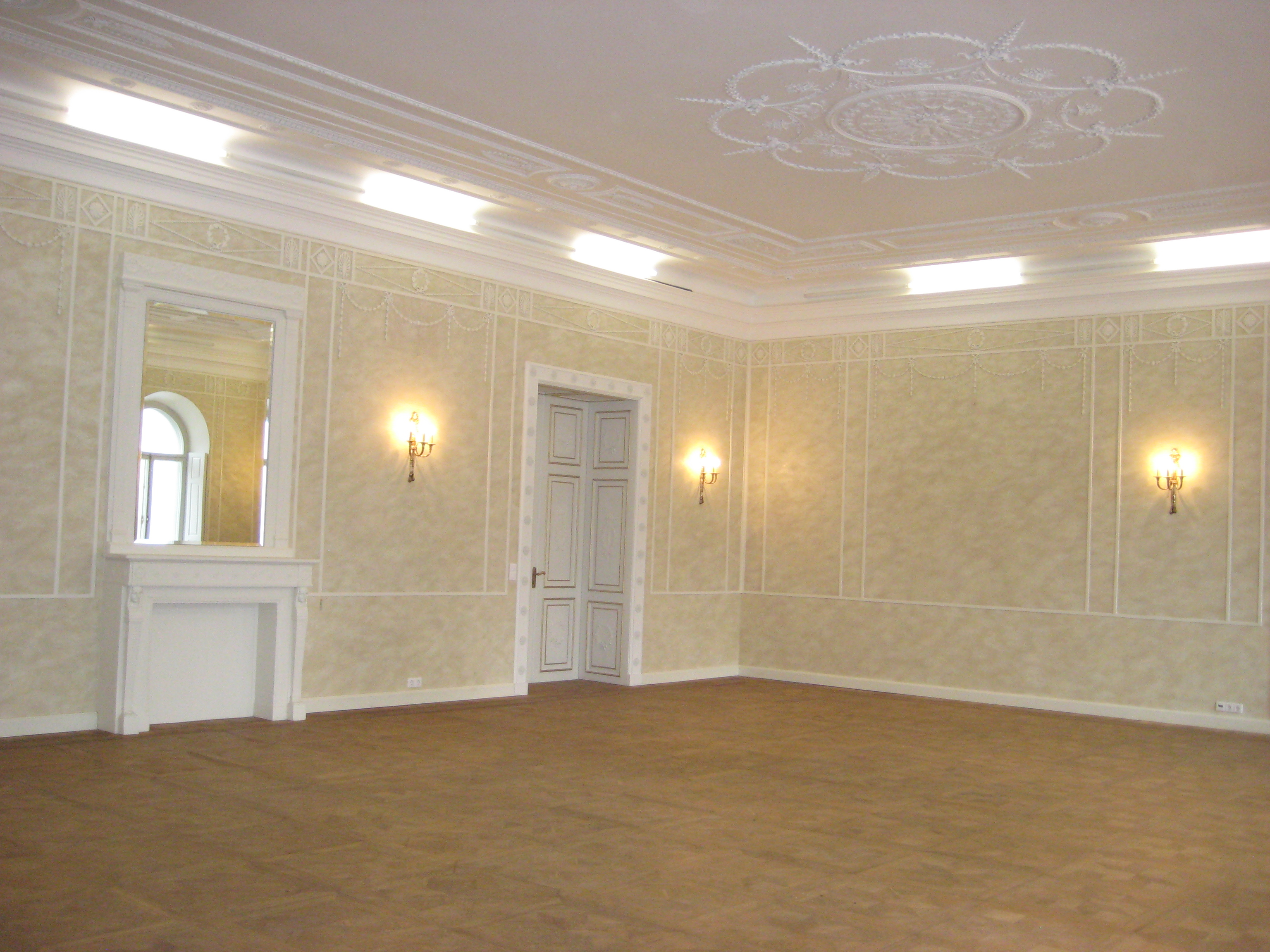
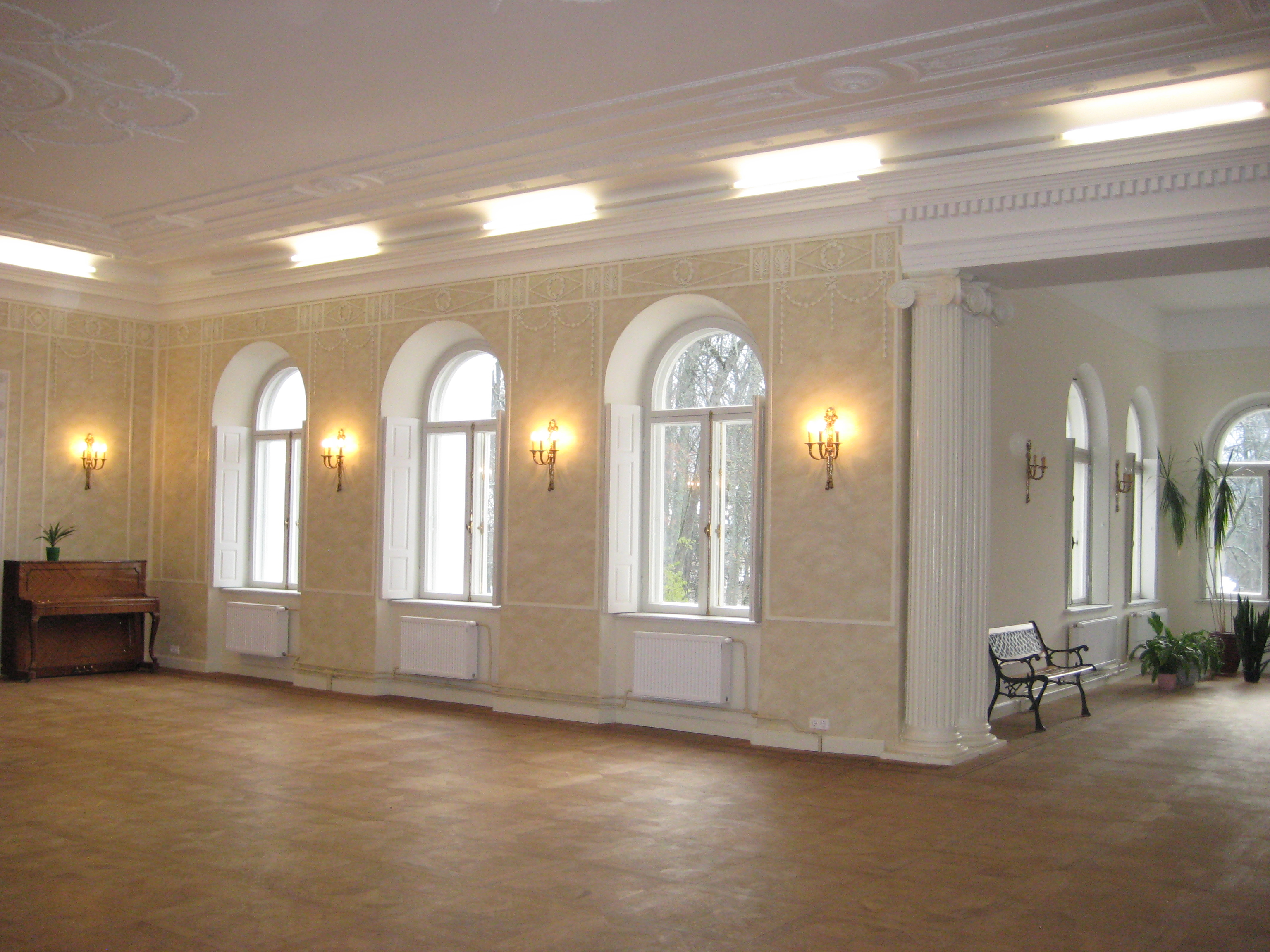
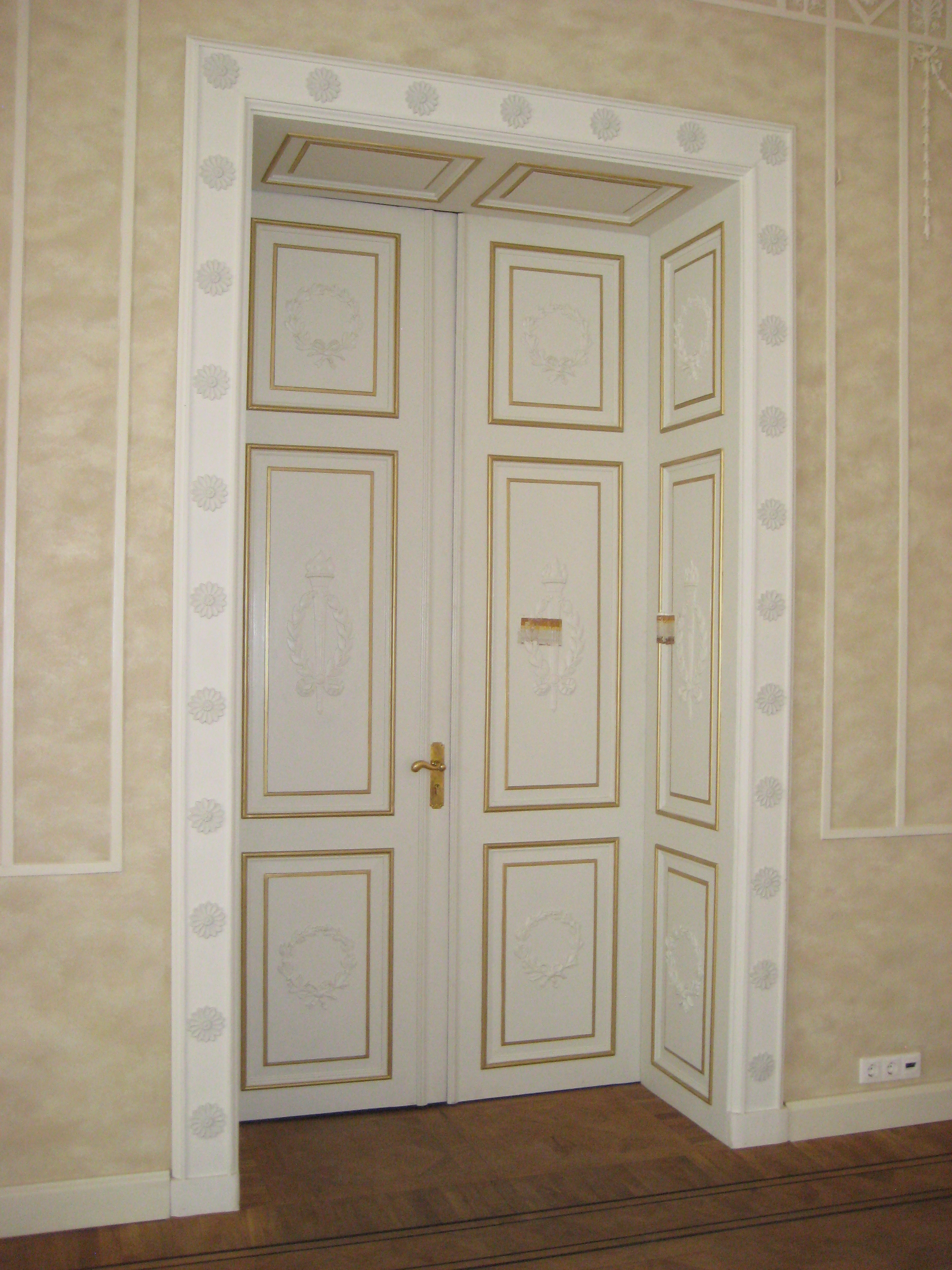